# Pipady Mihály
Pipady Mihály (angolul: Michael Pipady) (19. század) magyar és amerikai szabadságharcos.

## Élete
Pipady Mihály 1851. június 31-én érkezett meg New York-ba a „Davoshire” nevű hajón Prick József 112 fős emigráns csoportjával, Chicagóig jutott el, ott vendéglőt nyitott a South Halsted Streeten. A chicagói magyarok összejöveteleinek színhelye lett ez a vendéglő, de amikor Abraham Lincoln kibontotta zászlaját, Pipady Mihály lehúzta a rollót, s harcba indult az északiak oldalán, végigharcolta az amerikai polgárháborút tiszti, Kende könyve szerint ezredesi beosztásban. A polgárháború befejezése után újra kinyitotta a vendéglőjét, amely még az 1890-es években is a magyarok találkozó helye volt, azoké is, akiknek sikerült Amerika, azoké is, akiknek nem. A tokaji bort és a magyar muzsikát minden magyar szerette.